# Богдан Пешта
Богдан Пешта — український військовий діяч періоду Хмельниччини, генеральний хорунжий в уряді Богдана Хмельницького (від 1650.11.). Шляхтич. Імовірно син чигиринського священика, а потім протопопа (1650). У березні — травні 1650 р. Богдан Пешта  - один з керівників козацького посольства до Варшави, яке відвозило списки козацького реєстру.